# Elizabeth Esteve-Coll
Elizabeth Anne Loosemore Esteve-Coll, née le 14 octobre 1938 à Ripon et morte le 16 septembre 2024, est une universitaire, directrice de musée et bibliothécaire britannique.

## Biographie
Elizabeth Kingdon naît en 1938 à Ripon, dans le West Riding of Yorkshire, enfant unique de Percy Kingdon, employé de banque, et de son épouse Nora Rose. Après la guerre, la famille s'installe à Darlington. Elle est élève au lycée de filles de Darlington, puis étudie l'anglais et l'espagnol au Trinity College de Dublin. Elle épouse en 1960 à 21 ans José Esteve-Coll, réfugié espagnol qui avait participé à la guerre dans la Royal Navy puis était devenu capitaine de navire, et navigue avec lui jusqu'à la retraite de ce dernier et leur installation à Londres. Elle reprend des études d'histoire de l'art au Birkbeck College de Londres dont elle est diplômée en 1976.

## Carrière
Esteve-Coll est responsable des ressources d'apprentissage au Kingston Polytechnic à Londres, de 1977 à 1982. Son mari meurt en 1980. Elle est nommée directrice de la bibliothèque de l'université de Surrey en 1982, puis en 1985, elle devient conservatrice de la bibliothèque d'art du Victoria and Albert Museum. Elle est nommée directrice du Victoria and Albert Museum en 1987, succédant à l'historien de l'art Roy Strong, puis reconduite pour un deuxième mandat en 1991. Elle est critiquée pour certaines de ses actions, une campagne publicitaire humoristique pour le musée qui s'adresse aux jeunes en mettant en avant la possibilité de profiter d’œuvres d'art tout en buvant un café, « An ace caff with a rather nice museum attached », et sa décision de licencier plusieurs conservateurs de longue date. Durant son mandat, le V&A ouvre huit nouvelles galeries, un centre d'études tandis que le nombre de visiteurs passe de 900 000 à 1,35 million. Elle démissionne en 1994 lorsque l'université d'East Anglia lui offre le poste de vice-chancelière, qu'elle occupe de 1995 à 1997.
Esteve-Coll démissionne pour des raisons de santé en 1997,. Elle est chancelière de l'université de Lincoln de 2001 à 2008, et administratrice de l'institut Sainsbury pour l'étude des arts et des cultures japonaises depuis sa fondation en janvier 1999.

## Honneurs
Elizabeth Esteve-Coll est faite dame commandeur de l'ordre de l'Empire britannique (DBE) dans la liste des distinctions honorifiques de l'anniversaire de la reine en 1995.
Elle reçoit l'ordre du Soleil levant (3e classe) en novembre 2005 en reconnaissance de sa « contribution exceptionnelle à la promotion de la culture et des études japonaises auprès du peuple britannique »,.
L'université de Lincoln lui décerne un doctorat honoris causa en arts en 2008, et la nomme chancelière émérite lors d'une cérémonie d'adieu à la cathédrale de Lincoln.
Elizabeth Esteve-Coll meurt le 16 septembre 2024, à l'âge de 85 ans.